# Cory Kennedy

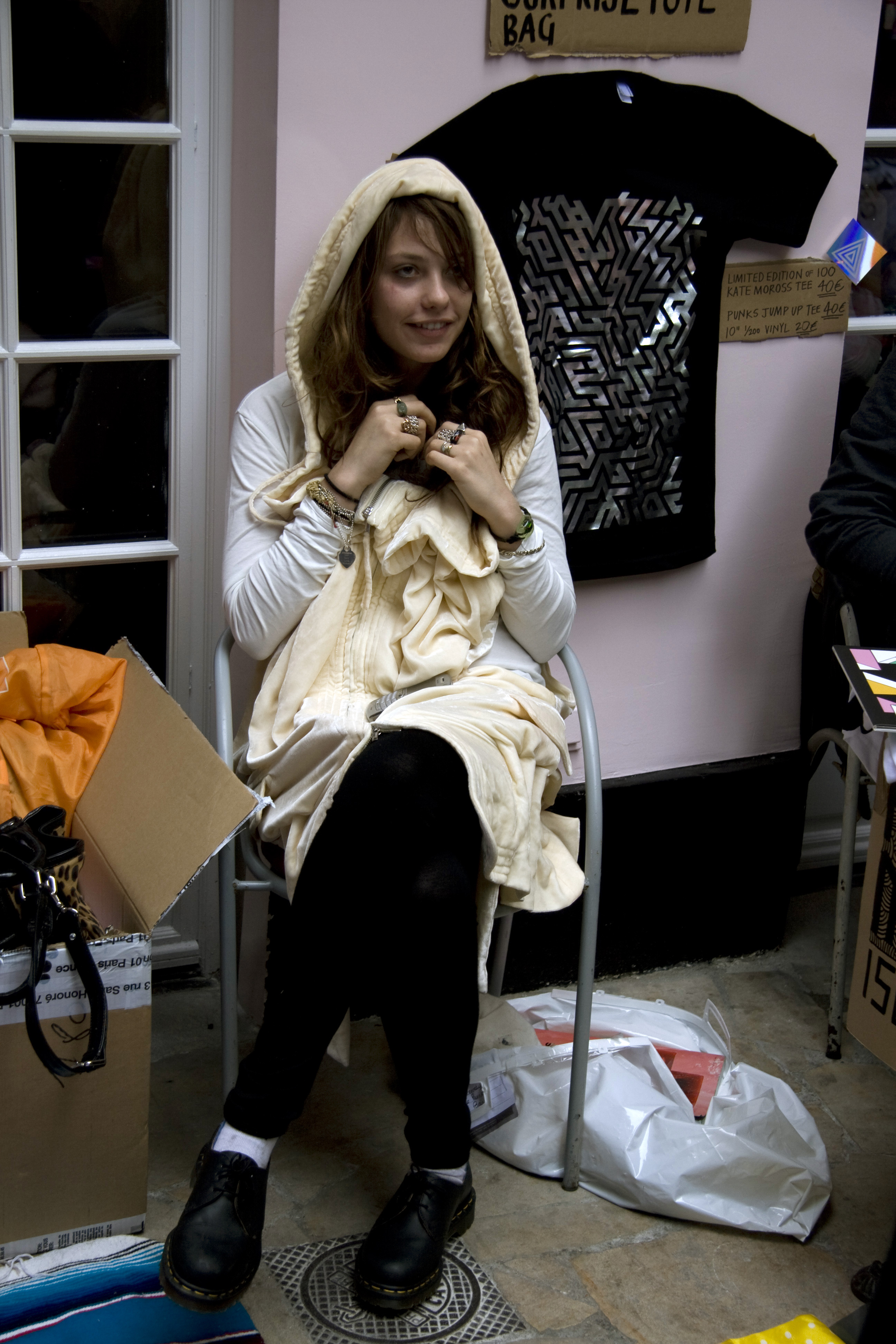
Cory Kennedy

Cory Kennedy (nacida el 21 de febrero de 1990, de nombre completo Cory Kennedy-Levin) es una celebridad de internet que se convirtió en un fenómeno internacional en 2006. Considerada "chica It de internet" ("Internet It girl") por Gawker.com y una "golfa de club" ("club urchin") por LA Weekly, su perfil de MySpace ha llegado más allá de los 9.000 "amigos". Consiguió, gracias a su popularidad, una carrera como modelo, todo esto antes de que sus padres descubrieran que estaba pasando.

## Historia
Kennedy conoció al fotógrafo Mark Hunter (más conocido por "The Cobrasnake") en un concierto de Blood Brothers en El Rey Theatre de Los Ángeles, California, el verano de 2005. Él le hizo varias fotografías para su sitio web e intercambiaron números de teléfono. En enero de 2006, como requisito de su escuela para graduarse, Kennedy empezó a hacer prácticas profesionales en la oficina de Hunter. El sitio web de Hunter puso de relieve fotos de celebridades en varias fiestas y empezó a llevar a Cory a esas fiestas. A pesar de la notable diferencia de edad, Hunter y Kennedy empezaron a salir, con la aprobación de sus padres, Barry Levin y Jinx Kennedy.
En diciembre de 2005, Hunter subió fotos de Kennedy con el título "JFK CORY KENNEDY", con lo que empezó la especulación de que estaba, de algún modo, relacionada con la familia Kennedy (no lo está). En febrero de 2006, una entrada de blog sobre Kennedy apareció en Fashionologie en la que la nombraban "la chica heroin chic"
En abril, Hunter se había dado cuenta de que cada vez que subía fotos de Kennedy en su web, el tráfico de los sitios de comunidades de moda subiría. Hunter rápidamente se dio cuenta de que Kennedy tenía el potencial para ser famosa por hacer nada, a lo Paris Hilton. Ese mes, mientras la familia Kennedy-Levin visitó la ciudad de Nueva York en vacaciones, Kennedy y Hunter visitaron las oficinas de la revista Nylon. Al día siguiente Kennedy estaba en una sesión de fotos para un número sobre la música y Myspace.

### Crecimiento de su popularidad
En este punto su perfil y popularidad empezaron a crecer. Fue mencionada en un artículo del New York Times sobre personas en prácticas y el LA Weekly hizo un artículo corto sobre ella. Luego en octubre apareció en un video de broma para la canción "Keep Your Hands Off My Girl" de Good Charlotte, dirigido por el redactor Marvin Scott Jarrett de la revista Nylon. El video entero está grabado por una sola cámara fijada en un angúlo, y consiste en Kennedy agitando la sal y la pimienta sobre un plato de comida hindú y escuchando la canción en un reproductor. El video se convirtió en uno de los más populares de la web. Además, estaba siendo pagada por personajes destacados de discotecas para que apareciera con sus amigos a pesar de tener solo 16 años (la edad legal para beber en California son 21), y que pasara el rato con celebridades como Paris Hilton, Lindsay Lohan, Tara Reid y Kelly Osbourne.
Sus padres sabían acerca de que tenía contenido en Internet, pero no se dieron cuenta de hasta que extremo había llegado hasta que en junio apareció el número de Nylon. Cory había sido tratada anteriormente por depresión, por lo que su preocupación principal era su salud y bienestar. Hacia septiembre de 2006, su vida de "celebridad" empezó a provocar conflictos en su vida, en su casa y en la escuela. Kennedy y Hunter rompieron, pero ella aún le acompañaba a fiestas entre semana hasta pasadas las dos de la madrugada, y había rumores de que consumía drogas (incluyendo depresivos) aunque también se dice que no toma drogas puesto a sus tendencias depresivas, y que su madre se encarga de obligarla a hacerse análisis para comprobarlo. Sus padres la internaron en un "centro privado  terapéutico", completamente aislada con el mundo exterior. A pesar de que sigue siendo libre de salir los fines de semana.

## Familia
Kennedy tiene una hermana gemela llamada Chris y dos hermanas pequeñas, Chandler y Cody. Cody es una aspirante a actriz y actualmente está apareciendo en el exitoso reality show "Gene Simmons Family Jewels", acompañando a su novio Nick Simmons. Es conocida por haber aparecido en varios episodios en la segunda y la tercera temporada.